# 1990년 코파 리베르타도레스
1990년 코파 리베르타도레스(1990 Copa Libertadores)는 1990년 2월 25일부터 10월 10일까지 개최된 코파 리베르타도레스의 31번째 시즌이다. 파라과이의 올림피아가 결승전에서 에콰도르의 바르셀로나를 누르고 우승을 차지했다.

## 조별 예선

### 1조
| 팀                  | 승점 | 경기 | 승 | 무 | 패 | 득 | 실 | 차 |
| ------------------- | ---- | ---- | -- | -- | -- | -- | -- | -- |
| 에멜레크            | 6    | 6    | 2  | 2  | 2  | 9  | 8  | +1 |
| 더 스트롱기스트     | 6    | 6    | 3  | 0  | 3  | 8  | 7  | +1 |
| 바르셀로나          | 6    | 6    | 2  | 2  | 2  | 6  | 7  | -1 |
| 오리엔테 페트롤레로 | 6    | 6    | 2  | 2  | 2  | 6  | 7  | -1 |

| 1990년 3월 14일     |               |                     |
| 더 스트롱기스트     | 2-0           | 오리엔테 페트롤레로 |
| 바르셀로나          | 0-0           | 에멜레크            |
| 1990년 3월 20일     |               |                     |
| 더 스트롱기스트     | 4-3           | 에멜레크            |
| 1990년 3월 23일     |               |                     |
| 오리엔테 페트롤레로 | 1-0           | 에멜레크            |
| 1990년 3월 27일     |               |                     |
| 바르셀로나          | 2-1           | 오리엔테 페트롤레로 |
| 1990년 3월 30일     |               |                     |
| 에멜레크            | 2-2           | 오리엔테 페트롤레로 |
| 1990년 4월 4일      |               |                     |
| 오리엔테 페트롤레로 | 1-0           | 더 스트롱기스트     |
| 에멜레크            | 3-1           | 바르셀로나          |
| 1990년 4월 10일     |               |                     |
| 더 스트롱기스트     | 2-1           | 바르셀로나          |
| 1990년 4월 14일     |               |                     |
| 오리엔테 페트롤레로 | 1-1           | 바르셀로나          |
| 1990년 4월 17일     |               |                     |
| 바르셀로나          | 1-0           | 더 스트롱기스트     |
| 1990년 4월 20일     |               |                     |
| 에멜레크            | 1-0           | 더 스트롱기스트     |
|                     | 조 3위 결정전 |                     |
| 1990년 5월 9일      |               |                     |
| 바르셀로나          | 3-1           | 오리엔테 페트롤레로 |
| 1990년 5월 16일     |               |                     |
| 오리엔테 페트롤레로 | 2-3           | 바르셀로나          |

### 2조
| 팀            | 승점 | 경기 | 승 | 무 | 패 | 득 | 실 | 차 |
| ------------- | ---- | ---- | -- | -- | -- | -- | -- | -- |
| 인데펜디엔테  | 3    | 2    | 1  | 1  | 0  | 1  | 0  | +1 |
| 리버 플레이트 | 1    | 2    | 0  | 1  | 1  | 0  | 1  | -1 |

| 1990년 3월 25일 |     |               |
| 리버 플레이트   | 0-0 | 인데펜디엔테  |
| 1990년 4월 1일  |     |               |
| 인데펜디엔테    | 1-0 | 리버 플레이트 |

- 원래 2조에 속해 있던 콜롬비아의 2개 팀은 1989년 코파 리베르타도레스에서 콜롬비아의 마약 거래 조직의 수장이 축구 심판을 상대로 협박을 가한 사실이 발각되어 출전이 금지되었다. 1989년 코파 리베르타도레스 우승 팀인 아틀레티코 나시오날은 이에 대한 남미 축구 연맹(CONMEBOL)의 징계 조치에 따라 중립 지대인 칠레에서 홈 경기를 치렀다.

### 3조
| 팀                      | 승점 | 경기 | 승 | 무 | 패 | 득 | 실 | 차 |
| ----------------------- | ---- | ---- | -- | -- | -- | -- | -- | -- |
| 콜로-콜로               | 8    | 6    | 4  | 0  | 2  | 11 | 7  | +4 |
| 우니베르시다드 카톨리카 | 7    | 6    | 2  | 3  | 1  | 6  | 4  | +2 |
| 우니온 우아랄           | 5    | 6    | 1  | 3  | 2  | 5  | 9  | -4 |
| 스포르팅 크리스탈       | 4    | 6    | 1  | 2  | 3  | 4  | 6  | -2 |

| 1990년 4월 11일         |     |                         |
| 우니베르시다드 카톨리카 | 2-1 | 콜로-콜로               |
| 스포르팅 크리스탈       | 0-0 | 우니온 우아랄           |
| 1990년 4월 17일         |     |                         |
| 스포르팅 크리스탈       | 0-0 | 우니베르시다드 카톨리카 |
| 1990년 4월 20일         |     |                         |
| 우니온 우아랄           | 1-0 | 우니베르시다드 카톨리카 |
| 1990년 4월 24일         |     |                         |
| 스포르팅 크리스탈       | 1-2 | 콜로-콜로               |
| 1990년 4월 27일         |     |                         |
| 우니온 우아랄           | 1-1 | 콜로-콜로               |
| 1990년 5월 4일          |     |                         |
| 콜로-콜로               | 0-0 | 우니베르시다드 카톨리카 |
| 우니온 우아랄           | 0-3 | 스포르팅 크리스탈       |
| 1990년 5월 8일          |     |                         |
| 우니베르시다드 카톨리카 | 2-0 | 스포르팅 크리스탈       |
| 1990년 5월 12일         |     |                         |
| 콜로-콜로               | 2-0 | 스포르팅 크리스탈       |
| 1990년 5월 15일         |     |                         |
| 콜로-콜로               | 3-1 | 우니온 우아랄           |
| 1990년 5월 18일         |     |                         |
| 우니베르시다드 카톨리카 | 2-2 | 우니온 우아랄           |

### 4조
| 팀                  | 승점 | 경기 | 승 | 무 | 패 | 득 | 실 | 차 |
| ------------------- | ---- | ---- | -- | -- | -- | -- | -- | -- |
| 프로그레소          | 7    | 6    | 2  | 3  | 1  | 7  | 4  | +3 |
| 데펜소르 스포르팅   | 7    | 6    | 2  | 3  | 1  | 5  | 3  | +2 |
| 페페강가 마르가리타 | 6    | 6    | 3  | 0  | 3  | 4  | 5  | -1 |
| 미네로스 데 과야나  | 4    | 6    | 1  | 2  | 3  | 5  | 9  | -4 |

| 1990년 2월 25일     |     |                     |
| 데펜소르 스포르팅   | 0-0 | 프로그레소          |
| 미네로스            | 1-0 | 페페강가 마르가리타 |
| 1990년 3월 4일      |     |                     |
| 미네로스            | 1-3 | 프로그레소          |
| 1990년 3월 7일      |     |                     |
| 페페강가 마르가리타 | 1-0 | 프로그레소          |
| 1990년 3월 11일     |     |                     |
| 페페강가 마르가리타 | 1-0 | 데펜소르 스포르팅   |
| 1990년 3월 14일     |     |                     |
| 미네로스            | 0-0 | 데펜소르 스포르팅   |
| 1990년 3월 21일     |     |                     |
| 프로그레소          | 1-1 | 데펜소르 스포르팅   |
| 페페강가 마르가리타 | 2-1 | 미네로스            |
| 1990년 3월 26일     |     |                     |
| 프로그레소          | 1-1 | 미네로스            |
| 데펜소르 스포르팅   | 1-0 | 페페강가 마르가리타 |
| 1990년 3월 29일     |     |                     |
| 프로그레소          | 2-0 | 페페강가 마르가리타 |
| 데펜소르 스포르팅   | 3-1 | 미네로스            |

조 1위 결정전
- 프로그레소가 데펜소르 스포르팅에 4-0 승리를 기록하면서 조 1위로 16강전에 진출했다.

### 5조
| 팀             | 승점 | 경기 | 승 | 무 | 패 | 득 | 실 | 차 |
| -------------- | ---- | ---- | -- | -- | -- | -- | -- | -- |
| 올림피아       | 7    | 6    | 3  | 1  | 2  | 9  | 8  | +1 |
| 세로 포르테뇨  | 6    | 6    | 2  | 2  | 2  | 8  | 8  | 0  |
| 바스쿠 다 가마 | 6    | 6    | 2  | 2  | 2  | 5  | 5  | 0  |
| 그레미우       | 5    | 6    | 1  | 3  | 2  | 5  | 6  | -1 |

| 1990년 3월 14일 |     |                |
| 그레미우        | 2-0 | 바스쿠 다 가마 |
| 올림피아        | 2-1 | 세로 포르테뇨  |
| 1990년 3월 27일 |     |                |
| 올림피아        | 1-0 | 그레미우       |
| 1990년 3월 30일 |     |                |
| 세로 포르테뇨   | 3-1 | 그레미우       |
| 1990년 4월 3일  |     |                |
| 올림피아        | 2-1 | 바스쿠 다 가마 |
| 1990년 4월 6일  |     |                |
| 세로 포르테뇨   | 1-1 | 바스쿠 다 가마 |
| 1990년 4월 18일 |     |                |
| 바스쿠 다 가마  | 0-0 | 그레미우       |
| 세로 포르테뇨   | 3-2 | 올림피아       |
| 1990년 4월 24일 |     |                |
| 그레미우        | 2-2 | 올림피아       |
| 바스쿠 다 가마  | 2-0 | 세로 포르테뇨  |
| 1990년 4월 27일 |     |                |
| 바스쿠 다 가마  | 1-0 | 올림피아       |
| 그레미우        | 0-0 | 세로 포르테뇨  |

## 16강전
| 팀 1                    | 합계               | 팀 2                | 1차전 | 2차전 |
| ----------------------- | ------------------ | ------------------- | ----- | ----- |
| 우니베르시다드 카톨리카 | 4-2                | 더 스트롱기스트     | 3-1   | 1-1   |
| 콜로-콜로               | 3-3 (승부차기 4-5) | 바스쿠 다 가마      | 0-0   | 3-3   |
| 세로 포르테뇨           | 0-1                | 아틀레티코 나시오날 | 0-0   | 0-1   |
| 데펜소르 스포르팅       | 2-4                | 리버 플레이트       | 1-2   | 1-2   |
| 페페강가 마르가리타     | 0-9                | 인데펜디엔테        | 0-6   | 0-3   |
| 우니온 우아랄           | 1-2                | 에멜레크            | 1-0   | 0-2   |
| 바르셀로나              | 4-2                | 프로그레소          | 2-0   | 2-2   |

- 5조 1위 팀인 올림피아는 원래 2조 3위 팀과 맞붙을 예정이었지만 2조에 속해 있던 콜롬비아의 2개 팀이 출전 금지 조치를 받게 되면서 부전승으로 8강전에 진출했다.

## 8강전
| 팀 1           | 합계 | 팀 2                    | 1차전 | 2차전 |
| -------------- | ---- | ----------------------- | ----- | ----- |
| 바스쿠 다 가마 | 0-1  | 아틀레티코 나시오날     | 0-0   | 0-1   |
| 에멜레크       | 0-1  | 바르셀로나              | 0-0   | 0-1   |
| 리버 플레이트  | 3-1  | 인데펜디엔테            | 2-0   | 1-1   |
| 올림피아       | 6-4  | 우니베르시다드 카톨리카 | 2-0   | 4-4   |

- 바스코 다 가마와 아틀레티코 나시오날의 8강전 2차전 경기는 원래 아틀레티코 나시오날의 2-0 승리로 기록되었지만 콜롬비아의 마약 거래 조직의 수장이 바스코 다 가마와 축구 심판을 상대로 협박을 가한 사실이 발각되면서 무효 처리되었다. 이에 따라 중립 지대인 칠레 산티아고에서 다시 실시되었다.

## 준결승전
| 팀 1          | 합계               | 팀 2                | 1차전 | 2차전 |
| ------------- | ------------------ | ------------------- | ----- | ----- |
| 리버 플레이트 | 1-1 (승부차기 3-4) | 바르셀로나          | 1-0   | 0-1   |
| 올림피아      | 4-4 (승부차기 2-1) | 아틀레티코 나시오날 | 2-1   | 2-3   |

## 결승전
| 팀 1     | 합계 | 팀 2       | 1차전 | 2차전 |
| -------- | ---- | ---------- | ----- | ----- |
| 올림피아 | 3-1  | 바르셀로나 | 2-0   | 1-1   |

## 우승
| 1990년 코파 리베르타도레스 우승 |
| ------------------------------- |
| 올림피아 2번째 우승             |